# Romulus och Remus (Rubens)
Romulus och Remus är en till formen kvadratisk oljemålning av den flamländske barockkonstnären Peter Paul Rubens. Den målades omkring 1612–1616 och ingår i Kapitolinska museernas samlingar i Rom. 
Rubens tillbringade åren 1600–1608 i Italien där han studerade italienska mästare såsom Leonardo da Vinci, Michelangelo, Tizian och Caravaggio. Efter sina italienska år var Rubens väl bekant med romersk mytologi där Romulus och Remus framträder som tvillingar och staden Roms mytiska grundare. Enligt legenden var tvillingarna söner till krigsguden Mars och vestalen Rhea Silvia. De sattes ut i Tibern av moderns farbror Amulius för att undanröja deras rätt till kungamakten. Tvillingarna räddades av en varginna och hackspettar som ammade och gav dem föda. Senare fann herden Faustulus tvillingarna och hos honom växte de upp och fostrades.
Målningen är utförd i konstnärens hemstad Antwerpen där han 1609 utnämnts till hovmålare åt Albrekt VII av Österrike och Isabella Clara Eugenia av Spanien som var ståthållare i Spanska Nederländerna. Den visar hur Faustulus hittar tvillingarna hos varginnan. Även hackspettar är avbildade, liksom Tibern som skildras som en flodgud tillsammans med en vattennymf. Rubens har antagligen influerats av antika statyer i de påvliga samlingarna, framförallt Tibern som i samband med Napoleonkrigen konfiskerades av franska trupper och fördes till Paris.

## Relaterade konstverk

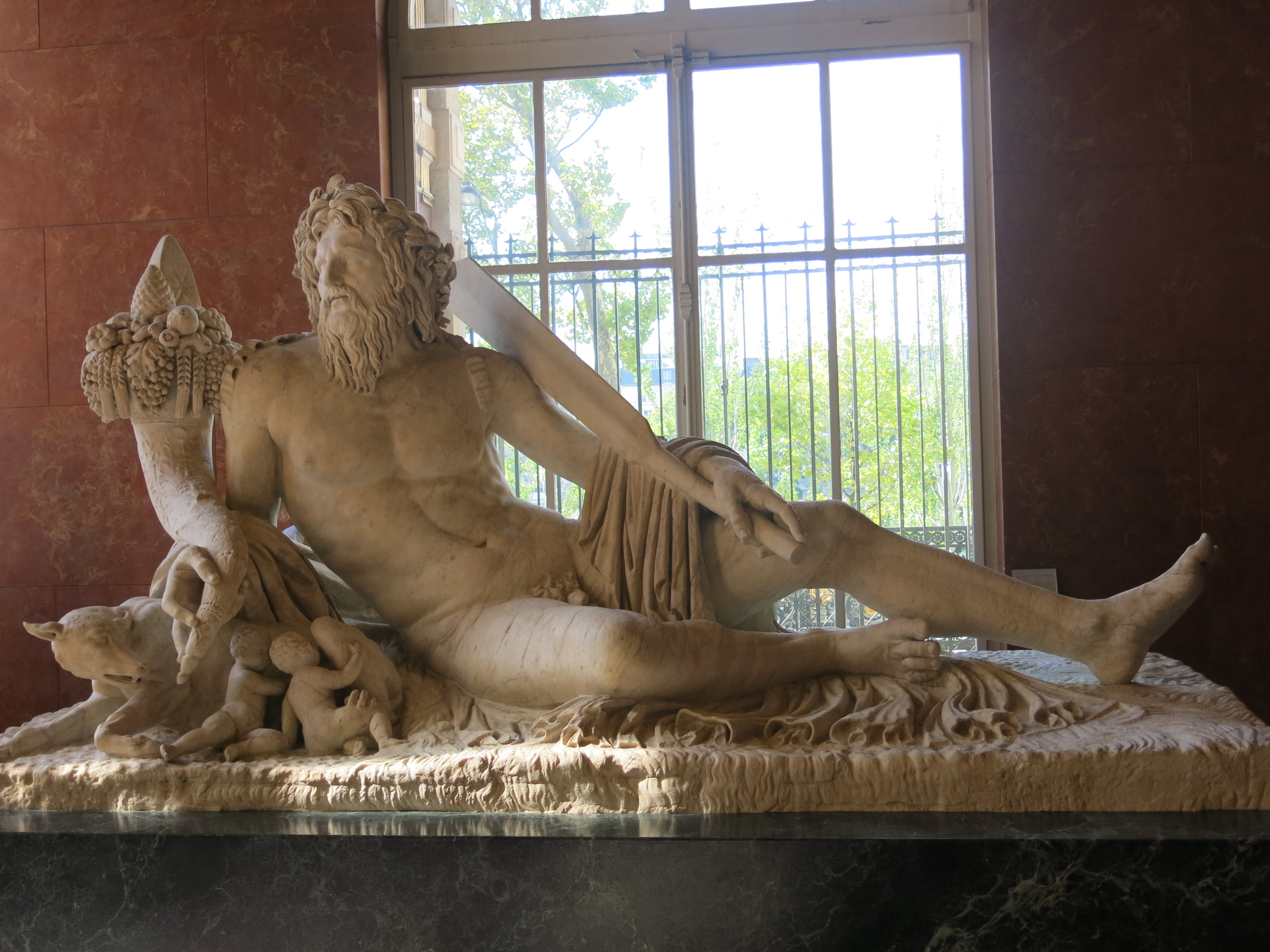
Tibern är en antik staty som föreställer flodguden Tiben, varginnan och Romulus och Remus. Den färdigställdes någon gång mellan 75 och 150 och är utställd på Louvren.
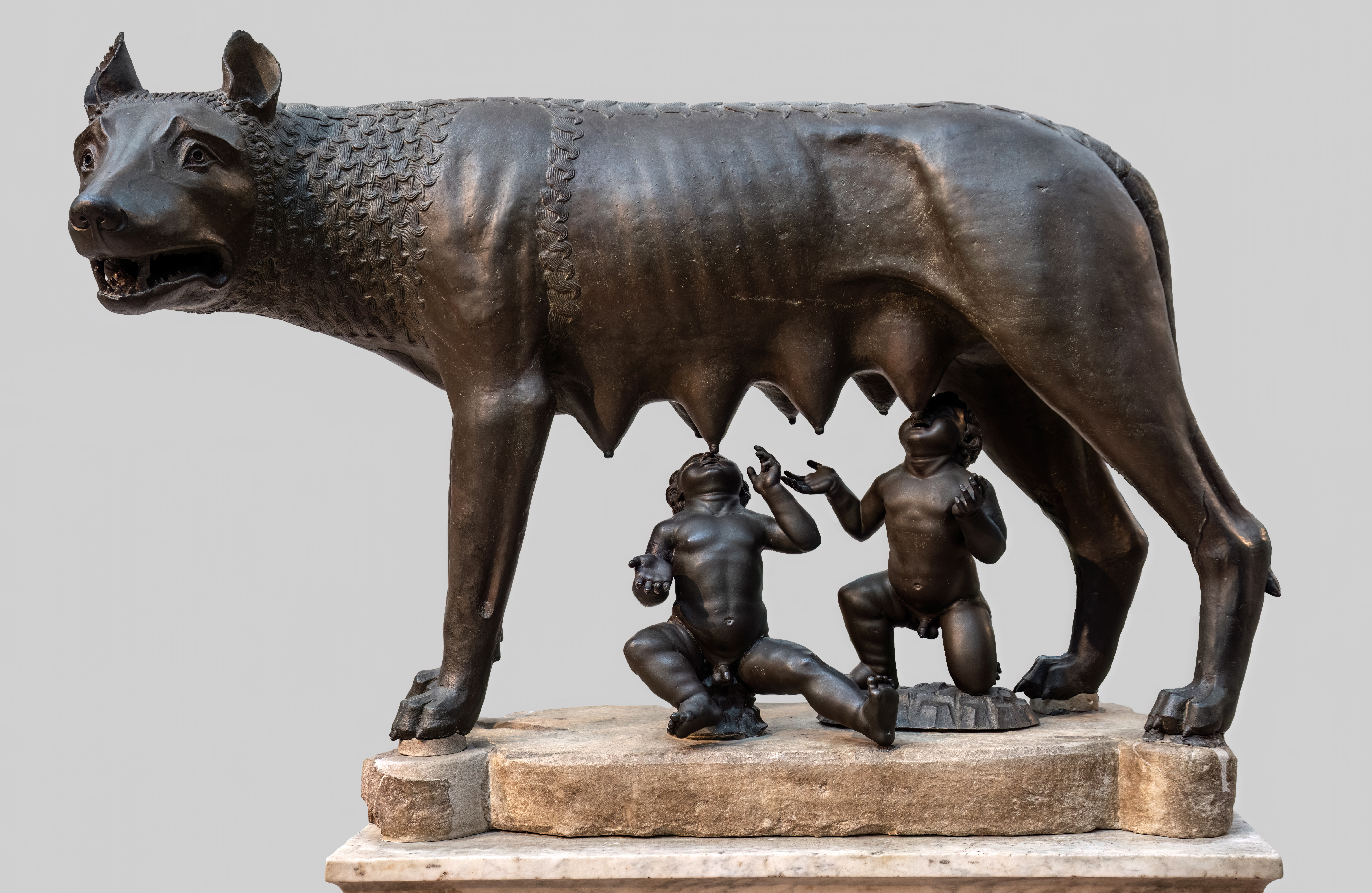
Kapitolinska varginnan (osäker datering, möjligen cirka 500–470 f.Kr.), Kapitolinska museerna.